# Chhattisgarh
Le Chhattisgarh (en hindi : छत्तीसगढ़, Chattīsgaṛh, /ˈtʃʰət̪ːiːsgəɽʱ/, litt. « trente-six forts ») est un État de l'Inde créé le 1er novembre 2000.

## Géographie
Au recensement de 2011, sa population compte 25 545 198 habitants pour une superficie de 135 192 km2.
Sa capitale est la ville de Raipur.

## Histoire
Le Chhattisgarh est une création récente, puisqu'il est l'un des trois nouveaux États qui ont été créés en Inde le 1er novembre 2000. Il fut constitué en prélevant 16 districts de langue chhattisgarhi au sud-est de l'État du Madhya Pradesh.
Le Chhattisgarh est frontalier du Madhya Pradesh au nord-ouest, du Maharastra au sud-ouest, de l'Andhra Pradesh au sud, de l'Odisha à l'est, du Jharkhand au nord est et de l'Uttar Pradesh au nord.
Le Chhattisgarh est l'un des États dans lequel évolue la rébellion naxalite. Le sud de l’État est peuplé à 80 % de « tribaux » adivasi, pauvres et majoritairement illettrés. « La détresse des adivasi, exploités et dépossédés, fournissait une situation classique pour démarrer une révolution communiste », souligne le Centre asiatique pour les droits de l’homme dans un rapport de 2006. « Rançonnés par la police, par les gardes forestiers et par les usuriers, paysans et chasseurs-cueilleurs adivasi ont apprécié que la guérilla chasse ou punisse les gêneurs. Les naxalites ont également obtenu que les adivasi vendent à de meilleurs prix leur récolte de feuilles de tendu, avec lesquelles sont roulées les cigarettes bidis. », relève dans un reportage le journaliste Cédric Gouverneur.
Pour faire face à la rébellion, le gouvernement met en place à partir de 2005 une politique similaire à celle menée par Washington lors de la guerre du Vietnam : développement de milices antiguérilla et regroupement forcé des civils dans des « hameaux stratégiques ». Vides, les campagnes ne ravitaillent plus les insurgés, et la voie est dégagée pour les opérations commandos.
Dans les années 2010, des communautés paysannes sont régulièrement expulsées afin de permettre l'exploitation des terres par des industriels.

## Environnement
Le Chhattisgarh compte 40 % de son territoire en forêts protégées et est parfois surnommé l'« Amazonie de l'Inde ». Il est toutefois aussi surnommé le « grenier à charbon » en raison de ses grandes réserves fossiles. La déforestation y est élevée, notamment pour satisfaire les besoins de l'industrie minière.

## Politique et administration

### Administration
Le Chhattisgarh est formé de 27 districts,,,,, regroupés en cinq divisions:
| Division | Districts                                                        |
| -------- | ---------------------------------------------------------------- |
| Bastar   | Bijapur, Sukma, Dantewada, Bastar, Kondagaon, Narayanpur, Kanker |
| Bilaspur | Bilaspur, Mungeli, Korba, Janjgir-Champa, Raigarh                |
| Durg     | Kawardha, Rajnandgaon, Balod, Durg, Bemetara                     |
| Raipur   | Dhamtari, Gariaband, Raipur, Baloda Bazar, Mahasamund            |
| Surguja  | Koriya, Surajpur, Surguja, Balrampur, Jashpur                    |

### Liste des ministres en chef
- 2000-2003 : Ajit Jogi
- 2003-2018 : Raman Singh
- 2018-2023 : Bhupesh Baghel
- depuis 2023 : Vishnu Deo Sai

### Résultat des élections législatives de 2023
|                        |                           |           |         |        |        |        |        |  |
| Parti                  | Parti                     | Voix      | Voix    | Voix   | Sièges | Sièges | Sièges |  |
| Parti                  | Parti                     | Voix      | %       | +/-    | En jeu | Élus   | +/−    |  |
|                        | Bharatiya Janata Party    | 7 234 968 | 46,27 % | 13,3 % | 90     | 54     | 39     |  |
|                        | Congrès national indien   | 6 602 586 | 42,23 % | 0,81 % | 90     | 35     | 33     |  |
|                        | Gondwana Ganatantra Party |           |         |        | 32     | 1      | 1      |  |
|                        | Autres partis             |           |         |        |        | 0      | Stable |  |
|                        | Indépendants              |           |         |        |        | 0      | Stable |  |
|                        | Aucune des réponses       | 197 678   | 1,26 %  |        |        |        |        |  |
| Total                  | Total                     |           | 100 %   | -      |        | 90     | -      |  |
|                        |                           |           |         |        |        |        |        |  |
| Statistiques des votes |                           |           |         |        |        |        |        |  |
| Suffrages exprimés     |                           |           |         |        |        |        |        |  |
| Votes blancs et nuls   |                           |           |         |        |        |        |        |  |
| Total                  |                           |           |         |        |        |        |        |  |
| Abstentions            |                           |           |         |        |        |        |        |  |
| Inscrits/Participation |                           |           |         |        |        |        |        |  |